# Zwilling J. A. Henckels
Zwilling J. A. Henckels AG er en tysk producent af knive, køkkengrej og andet husholdningsudstyr. De har hovedkvarter i Solingen, Nordrhein-Westfalen. Zwilling-Gruppen har følgende mærker: Zwilling, Henckels, Miyabi, BSF, Demeyere, Staub, Fontignac, Ballarini, Flammkraft og Santos Grills. Virksomheden har siden 1970 været ejet af Wilh. Werhahn. Virksomheden har ca. 3.300 ansatte og en årsomsætning på 874 mio. euro.